# جاك كيد (لاعب كرة قدم)
جاك كيد (بالإنجليزية: Jack Kidd)‏ (1884 بغلاسكو في المملكة المتحدة - ) هو لاعب كرة قدم بريطاني (وحمل سابقاً جنسية المملكة المتحدة لبريطانيا العظمى وأيرلندا) في مركز مهاجم داخلي. لعب مع برمنغهام سيتي وسانت جونستون وBrierley Hill Alliance F.C. ‏.